# Ryder Cup
La Ryder Cup est un trophée de golf créé en 1927, légué par Samuel Ryder, qui récompense tous les deux ans le vainqueur du tournoi qui oppose par équipe depuis 1979 l'Europe et les États-Unis. La compétition est conjointement administrée par la PGA of America et la PGA European Tour et est disputée alternativement sur des parcours européen et américain.
Cette compétition trouve son origine dans un match d'exhibition qui eut lieu en 1926 entre deux équipes professionnelles, une américaine et une britannique, sur le parcours du Wenworth Club au Royaume-Uni. La première véritable Ryder Cup se disputa en 1927 aux États-Unis.
Les premières rencontres entre les deux équipes furent très serrées. Après la Seconde Guerre mondiale, l'équipe américaine dominait continuellement l'équipe britannique, il fut alors décidé d'intégrer à la Grande-Bretagne des joueurs irlandais (1973), puis des golfeurs de tout le continent européen (1979). Ce changement a été rendu possible par l'émergence d'une nouvelle génération de golfeurs espagnols, tels que Severiano Ballesteros. Depuis lors, des joueurs danois, français, allemands, italiens, suédois, belges, autrichiens et norvégiens sont venus défendre les couleurs de l'équipe européenne.
Ces différentes améliorations ont réussi à rendre cette épreuve beaucoup plus équilibrée. Ainsi depuis 1979, les Européens ont remporté 11 fois le trophée et les Américains l'ont remporté 9 fois.
La 42e compétition s'est déroulée du 28 septembre au 30 septembre 2018 au Golf national de Saint-Quentin-en-Yvelines, en France. L'équipe européenne a récupéré le trophée après l'avoir perdu lors de la précédente édition.

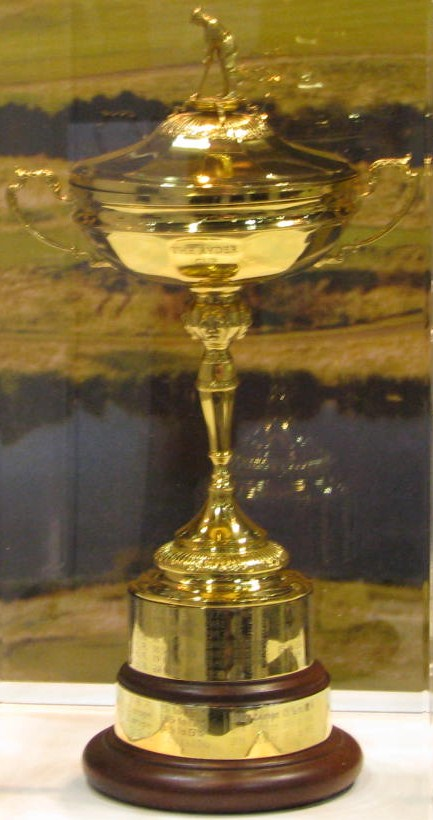
Le trophée en 2008.

## Histoire
Les avis divergent sur la personne qui aurait eu l’idée de la Ryder Cup. James Harnett, un journaliste du magazine Golf Illustrated, semble être le premier à avoir proposé l’idée à la PGA of America le 15 décembre 1920, mais il échoua dans la recherche de sponsors. L’idée ressort l’année suivante sous l’impulsion de Sylvanus P. « SP » Jermain, président du club de golf d’Inverness. Le premier match non officiel eut lieu en 1921, remporté 9-3 par les Britanniques, et un autre en 1926, remporté 13½ – 1½ à nouveau par la Grande-Bretagne.
Le Nouveau Monde veut une revanche, le profil de deux chefs d’équipes apparaît, ce sont Walter Hagen fondateur de l’American PGA et Abe Mitchell pro du Verulam Golf Club de St Albans au nord de Londres. Abe Mitchell, alors totalement inconnu, va jouer un grand rôle dans la création de la Ryder Cup. Un de ses élèves se nomme Samuel Ryder, un grainetier de Saint Albans, précurseur de la vente par correspondance. Son slogan : « Tout à un penny de l’orchidée au cresson ».
Connu dans tout le Royaume-Uni pour ses plantes du monde entier accessibles à moindre frais, Samuel Ryder est considéré comme l'inspirateur de la passion anglaise pour les jardins. De leçons en leçons de golf, Mitchell réussit à passionner son riche élève pour ces rencontres entre Américains et Britanniques, et Samuel Ryder fait créer par Mappy & Webb de Londres le premier Trophée de 14 carats. La Ryder Cup est née : nous sommes en 1926.
Ironie du sort, Abe Mitchell est victime d’une crise d’appendicite lors de la première rencontre officielle en 1927 au Worcester Golf Club dans le Massachusetts, il doit déclarer forfait et il est remplacé par Ted Ray. Les Britanniques sont battus. La mémoire d’Abe Mitchell n’est aujourd’hui honorée que par la silhouette de golfeur pour laquelle il a servi de modèle sur le couvercle du Trophée.
Depuis 1927, la compétition se tient tous les deux ans, sauf entre 1939 et 1945, où celle-ci fut annulée en raison de la 2e guerre mondiale.
Jusqu’en 1971, les matchs se déroulaient entre l’équipe des États-Unis et l’équipe de Grande-Bretagne. En 1973, les joueurs irlandais ont été invités à intégrer l’équipe britannique et depuis 1979, l’ensemble des golfeurs européens peuvent intégrer, ce qu'il convient désormais d’appeler l’équipe européenne. Ce changement a été suggéré par Jack Nicklaus dans le but de rendre la Ryder Cup plus compétitive. Aujourd’hui la popularité de la Ryder Cup dans le monde du golf et dans le sport en général est certainement due en grande partie à cette évolution.
L’édition 2001, qui aurait dû avoir lieu peu après les événements du 11 septembre, a été reportée d’une année. En conséquence, la compétition est désormais organisée les années paires, alors qu’historiquement elle avait toujours eu lieu les années impaires.
L’équipe européenne a réussi une étonnante série de victoires en 2002, 2004 et 2006, du fait qu'aucun joueur européen n’a remporté de titre majeur durant cette période, alors que les Américains en ont remporté 15. Après une défaite en 2008, l'équipe européenne remporte une nouvelle série en 2010, 2012 et 2014, avant de céder face aux Américains lors de l'édition 2016.
Sur le parcours d'Hazeltine, la pression mise par le public américain était à son comble.
Après trois défaites dont une relativement inattendue en 2012 à Chicago contre l'équipe de José Maria Olazabal où l'Europe avait remonté un retard considérable le dimanche pendant les simples, les États-Unis en plein doute s'en sont remis à Davis Love III pour justement remettre les Américains sur les rails. La défaite était interdite au risque que le public américain se détourne de la Ryder Cup pour apporter plus d'intérêt à la Presidents Cup.
Avec une équipe emmenée par Dustin Johnson, Rickie Fowler, Phil Mickelson, Jordan Spieth, les Américains viennent finalement assez facilement à bout d´Européens un peu trop tendres. Le capitaine européen, Darren Clarke, ayant été contraint d'emmener beaucoup de rookies. Privé de Paul Casey, il ne pouvait compter que sur Rory McIlroy, Sergio Garcia ou Justin Rose pour emmener une équipe relativement inexpérimentée avec Matthew Fitzpatrick, Danny Willett ou Chris Wood.
Les wilds-cards Martin Kaymer et Lee Westwood ont été globalement décevantes, alors que seul le Belge Thomas Pieters allait se montrer à la hauteur de l'événement. Il fut d'ailleurs la principale révélation de cette Ryder Cup 2016.
En 2018, Jim Furyk succède à Davis Love III, mais il conserve le même socle équipe avec  Justin Thomas, et Tiger Woods préalablement pressenti comme vice-capitaine puis joueur. L'équipe américaine paraît encore plus forte que jamais si on ajoute deux des trois derniers vainqueurs en majeurs, Patrick Reed et Brooks Koepka. Côté Europe, Thomas Bjorn devra relever un défi énorme pour battre probablement la meilleure équipe américaine de tous les temps sur le parcours du golf national à Saint-Quentin-en-Yvelines, en France.

## Le tournoi
L'épreuve dure trois jours, du vendredi au dimanche. En cas d’égalité, c’est le tenant du titre qui garde le trophée, l’adversaire a donc besoin de 14½ points pour remporter la compétition.
Les matchs de la Ryder Cup opposent des joueurs sélectionnés parmi des équipes de 12 golfeurs. Le gagnant de chaque duel remporte un point en cas de victoire, et un demi-point à chaque joueur en cas d'égalité. Certains matchs mettent aux prises deux doublettes de chaque équipe jouant avec 2 ou 4 balles. Ces duels rapportent également un point aux gagnants, un demi-point en cas d'égalité après 18 trous.
Les journées du vendredi et du samedi sont consacrées aux matchs par duos, le dimanche est réservé aux simples. Deux types de matchs se déroulent lors des compétitions en duos :
- Foursomes : les deux joueurs de la même équipe jouent alternativement la même balle. À chaque trou, chaque joueur frappant le coup de départ est permuté dans chaque doublette.
- Fourball ou 4 balles, meilleure balle : Chaque joueur joue sa propre balle. Le meilleur joueur des quatre compétiteurs remporte le point pour son équipe.

Dans les compétitions de doubles, les capitaines ont toute latitude pour définir les équipes. Il n'y a aucune obligation de faire jouer un joueur de l'équipe au moins un match de doubles.
Dans le cas des simples, l'ensemble des joueurs d'une équipe joue un match.
Le système de comptabilisation utilisé pour déterminer le vainqueur d'un match lors de cette compétition est le match-play. Celui-ci est basé sur le vainqueur de chaque trou. Le vainqueur d'un trou prend un point. Les résultats d'un match sont présentés de la manière suivante :
- égalité (ou all square) : 1/2 point est attribué à chaque équipe.
- 1 up ou 2 up : le match est allé au bout des 18 trous et le gagnant a terminé avec un ou deux trous d'avance.
- 3 et 2, 5 et 4... : les joueurs n'ont pas disputé l'ensemble des 18 trous. Le joueur gagnant menait de plus de points qu'il ne restait de trous à disputer et donc la partie s'achève. Par exemple, dans le cas 3 et 2, il ne restait plus que deux trous à disputer et le joueur gagnant menait de trois points.

## Les sélections

### Europe
Les joueurs de l'équipe européenne sont les quatre premiers joueurs du classement européen, suivis des quatre premiers joueurs européens du classement mondial. Enfin les quatre derniers joueurs sont sélectionnés par le capitaine.

### États-Unis
La méthode de sélection a évolué durant les années 2000. Ainsi pour la Ryder Cup 2008, les qualifications ont débuté dès les 4 tournois majeurs 2007, puis sur la période du 1er janvier 2008 au 11 août 2008. Les 8 meilleurs joueurs américains se sont ainsi qualifiés directement pour la Ryder Cup 2008, le capitaine se réservant le choix pour les 4 places supplémentaires.
Le processus de sélection a été réalisé suivant 4 critères :
1. Les gains remportés sur les tournois majeurs 2007 — un point par tranche de 1 000 $US gagnés
2. Les gains remportés sur les compétitions officielles entre le 1er janvier 2008 et le 11 août 2008 — un point par tranche de 1 000 $US gagnés (à l'exclusion des tournois majeurs et des tournois se disputant la même semaine qu'un tournoi majeur ou d'un des 3 tournois du Championnat du monde de golf)
3. Les gains remportés lors des majeurs 2008 — deux points par tranche de 1 000 $US gagnés
4. Les gains remportés lors des tournois se disputant la même semaine qu'un tournoi majeur ou d'un des 3 tournois du Championnat du monde de golf — 1/2 point par tranche de 1 000 $US gagnés

## Palmarès
| Année | Lieu                                                                           | Vainqueurs                                             | Score     | Vaincus                   | Capitaines                         |
| ----- | ------------------------------------------------------------------------------ | ------------------------------------------------------ | --------- | ------------------------- | ---------------------------------- |
| 1927  | Worcester Country Club Worcester, Massachusetts                                | États-Unis                                             | 9½ - 2½   | Grande-Bretagne           | Walter Hagen Ted Ray               |
| 1929  | Moortown Golf Club Leeds, Yorkshire, Angleterre                                | Grande-Bretagne                                        | 7 - 5     | États-Unis                | Walter Hagen George Duncan         |
| 1931  | Scioto Country Club Columbus, Ohio                                             | États-Unis                                             | 9 - 3     | Grande-Bretagne           | Walter Hagen Charles Whitcombe     |
| 1933  | Southport and Ainsdale Golf Club Southport, Lancashire, Angleterre             | Grande-Bretagne                                        | 6½ - 5½   | États-Unis                | Walter Hagen John Henry Taylor     |
| 1935  | Ridgewood Country Club Paramus, New Jersey                                     | États-Unis                                             | 9 - 3     | Grande-Bretagne           | Walter Hagen Charles Whitcombe     |
| 1937  | Southport and Ainsdale Golf Club Southport, Lancashire, Angleterre             | États-Unis                                             | 8 - 4     | Grande-Bretagne           | Walter Hagen Charles Whitcombe     |
| 1947  | Portland Golf Club Portland, Oregon                                            | États-Unis                                             | 11 - 1    | Grande-Bretagne           | Ben Hogan Henry Cotton             |
| 1949  | Ganton Golf Club Scarborough, North Yorkshire, Angleterre                      | États-Unis                                             | 7 - 5     | Grande-Bretagne           | Ben Hogan Charles Whitcombe        |
| 1951  | Pinehurst Resort, Course No. 2 Pinehurst, Caroline du Nord                     | États-Unis                                             | 9½ - 2½   | Grande-Bretagne           | Sam Snead Arthur Lacey             |
| 1953  | Wentworth Club Virginia Water, Surrey, Angleterre                              | États-Unis                                             | 6½ - 5½   | Grande-Bretagne           | Lloyd Mangrum Henry Cotton         |
| 1955  | Thunderbird Country Club Rancho Mirage, Californie                             | États-Unis                                             | 8 - 4     | Grande-Bretagne           | Chick Harbert Dai Rees             |
| 1957  | Lindrick Golf Club Rotherham, Yorkshire, Angleterre                            | Grande-Bretagne                                        | 7½ - 4½   | États-Unis                | Jack Burke Jr. Dai Rees            |
| 1959  | Eldorado Golf Club Indian Wells, Californie                                    | États-Unis                                             | 8½ - 3½   | Grande-Bretagne           | Sam Snead Dai Rees                 |
| 1961  | Royal Lytham & St Annes Golf Club Lytham St Annes, Lancashire, Angleterre      | États-Unis                                             | 14½ - 9½  | Grande-Bretagne           | Jerry Barber Dai Rees              |
| 1963  | Atlanta Athletic Club Atlanta, Géorgie                                         | États-Unis                                             | 23 - 9    | Grande-Bretagne           | Arnold Palmer John Fallon          |
| 1965  | Royal Birkdale Golf Club Southport, Lancashire, Angleterre                     | États-Unis                                             | 19½ - 12½ | Grande-Bretagne           | Byron Nelson Harry Weetman         |
| 1967  | Champions Golf Club Houston, Texas                                             | États-Unis                                             | 23½ - 8½  | Grande-Bretagne           | Ben Hogan Dai Rees                 |
| 1969  | Royal Birkdale Golf Club Southport, Merseyside, Angleterre                     | États-Unis Égalité, les États-Unis conservent la coupe | 16 - 16   | Grande-Bretagne           | Sam Snead Eric Brown               |
| 1971  | Old Warson Country Club St. Louis, Missouri                                    | États-Unis                                             | 18½ - 13½ | Grande-Bretagne           | Jay Hebert Eric Brown              |
| 1973  | Muirfield Gullane, East Lothian, Écosse                                        | États-Unis                                             | 19 - 13   | Grande-Bretagne & Irlande | Jack Burke Jr. Bernard Hunt        |
| 1975  | Laurel Valley Golf Club Ligonier, Pennsylvanie                                 | États-Unis                                             | 21 - 11   | Grande-Bretagne & Irlande | Arnold Palmer Bernard Hunt         |
| 1977  | Royal Lytham & St Annes Golf Club Lytham St Annes, Lancashire, Angleterre      | États-Unis                                             | 12½ - 7½  | Grande-Bretagne & Irlande | Dow Finsterwald Brian Huggett      |
| 1979  | The Greenbrier White Sulphur Springs, Virginie-Occidentale                     | États-Unis                                             | 17 - 11   | Europe                    | Billy Casper John Jacobs           |
| 1981  | Walton Heath Golf Club Walton-on-the-Hill, Surrey, Angleterre                  | États-Unis                                             | 18½ - 9½  | Europe                    | Dave Marr John Jacobs              |
| 1983  | PGA National Golf Club Palm Beach Gardens, Floride                             | États-Unis                                             | 14½ - 13½ | Europe                    | Jack Nicklaus Tony Jacklin         |
| 1985  | The Belfry, Brabazon Course Wishaw, Warwickshire, Angleterre                   | Europe                                                 | 16½ - 11½ | États-Unis                | Lee Trevino Tony Jacklin           |
| 1987  | Muirfield Village Dublin, Ohio                                                 | Europe                                                 | 15 - 13   | États-Unis                | Jack Nicklaus Tony Jacklin         |
| 1989  | The Belfry, Brabazon Course Wishaw, Warwickshire, Angleterre                   | Europe Égalité, l'Europe conserve la coupe             | 14 - 14   | États-Unis                | Ray Floyd Tony Jacklin             |
| 1991  | Kiawah Island Golf Resort, Ocean Course Kiawah Island, Caroline du Sud         | États-Unis                                             | 14½ - 13½ | Europe                    | Dave Stockton Bernard Gallacher    |
| 1993  | The Belfry, Brabazon Course Wishaw, Warwickshire, Angleterre                   | États-Unis                                             | 15 - 13   | Europe                    | Tom Watson Bernard Gallacher       |
| 1995  | Oak Hill Country Club, East Course Rochester, New York                         | Europe                                                 | 14½ - 13½ | États-Unis                | Lanny Wadkins Bernard Gallacher    |
| 1997  | Valderrama Golf Club San Roque, Andalousie, Espagne                            | Europe                                                 | 14½ - 13½ | États-Unis                | Tom Kite Seve Ballesteros          |
| 1999  | The Country Club, Championship Course Brookline, Massachusetts                 | États-Unis                                             | 14½ - 13½ | Europe                    | Ben Crenshaw Mark James            |
| 2002  | The Belfry, Brabazon Course Wishaw, Warwickshire, Angleterre                   | Europe                                                 | 15½ - 12½ | États-Unis                | Curtis Strange Sam Torrance        |
| 2004  | Oakland Hills Country Club, South Course Bloomfield Hills, Michigan            | Europe                                                 | 18½ - 9½  | États-Unis                | Hal Sutton Bernhard Langer         |
| 2006  | The K Club, Palmer Course Straffan, Kildare, Irlande                           | Europe                                                 | 18½ - 9½  | États-Unis                | Tom Lehman Ian Woosnam             |
| 2008  | Valhalla Golf Club Louisville, Kentucky                                        | États-Unis                                             | 16½ - 11½ | Europe                    | Paul Azinger Nick Faldo            |
| 2010  | Celtic Manor Resort, The Twenty Ten Course Newport, Pays de Galles             | Europe                                                 | 14½ - 13½ | États-Unis                | Corey Pavin Colin Montgomerie      |
| 2012  | Medinah Country Club, Course No. 3 Medinah, Illinois                           | Europe                                                 | 14½ - 13½ | États-Unis                | Davis Love III José María Olazábal |
| 2014  | Gleneagles Hotel, PGA Centenary Course Auchterarder, Perth and Kinross, Écosse | Europe                                                 | 16½ - 11½ | États-Unis                | Tom Watson Paul McGinley           |
| 2016  | Hazeltine National Golf Club Chaska, Minnesota                                 | États-Unis                                             | 17 - 11   | Europe                    | Davis Love III Darren Clarke       |
| 2018  | Golf national, Parcours Albatros Guyancourt, Île-de-France, France             | Europe                                                 | 17½ - 10½ | États-Unis                | Jim Furyk Thomas Bjørn             |
| 2021  | Whistling Straits, Straits Course Haven, Wisconsin                             | États-Unis                                             | 19 - 9    | Europe                    | Steve Stricker Pádraig Harrington  |
| 2023  | Marco Simone Golf & Country Club, Guidonia Montecelio, Rome                    | Europe                                                 | 16½ - 11½ | États-Unis                | Zach Johnson Luke Donald           |
| 2025  | Bethpage Black Course, Farmingdale, New York                                   |                                                        | -         |                           | Keegan Bradley Luke Donald         |

1. ↑  East Lake Golf Club depuis 1968.
2. ↑  En 2001, la compétition a été annulée à la suite des évènements du 11 septembre 2001.

La compétition n'a pas eu lieu pendant la Seconde Guerre mondiale.

## Événements futurs
- 2025  Bethpage Black Course, Farmingdale, New York
- 2027  Adare Manor Golf Club, Adare, Limerick (Irlande)
- 2029  Hazeltine National Golf Club, Chaska, Minnesota
- 2031
- 2033  Olympic Club, Lake Course, San Francisco, Californie
- 2035
- 2037  Congressional Country Club, Blue Course, Bethesda, Maryland

## Bilan
| Années    | Équipe 1   | Victoires équipe 1 | Égalités | Victoires équipe 2 | Équipe 2                  |
| --------- | ---------- | ------------------ | -------- | ------------------ | ------------------------- |
| 1927-1971 | États-Unis | 15                 | 1        | 3                  | Grande-Bretagne           |
| 1973-1977 | États-Unis | 3                  | 0        | 0                  | Grande-Bretagne & Irlande |
| 1979-2023 | États-Unis | 9                  | 1        | 13                 | Europe                    |

## Records

### Par équipe
- Plus grand nombre de trous en un : Europe 5 (US 1) [7]

### Individuels
- Plus grand nombre de participations : Phil Mickelson pour les États-Unis (12)
- Plus grand nombre de points au total : Sergio García (25,5), Europe
- Plus jeune joueur : Sergio García, Europe (1999) : 19 ans, 8 mois et 15 jours [7]
- Joueur le plus âgé : Raymond Floyd, États-Unis (1993) : 51 ans, 20 jours

### Les trous-en-un
- Peter Butler, 1973, Muirfield
- Nick Faldo, 1993, The Belfry
- Costantino Rocca, 1995, Oak Hill
- Howard Clark, 1995, Oak Hill
- Paul Casey, 2006, K Club[7],[n 1]
- Scott Verplank, 2006, K Club[7],[n 1]

## Les Français à la Ryder Cup
En 2004, Thomas Levet est le deuxième Français, après Jean Van de Velde en 1999, à prendre place dans l'équipe européenne de Ryder Cup, et le premier Français membre d'une équipe européenne victorieuse.
Victor Dubuisson, grâce à sa deuxième place au Accenture Match Play Championship 2014, est aussi parvenu à entrer dans l’équipe européenne de la Ryder Cup 2014. Il rapporte 2 1/2 points à l'équipe européenne grâce à deux victoires en double avec Graeme McDowell, et un match nul en individuel alors qu'il était en dernière partie.

## Ryder Cup Junior
La Ryder Cup Junior est une compétition de golf jouée par équipes opposant l'Europe et les États-Unis. Elle est basée sur la Ryder Cup et est gérée par les mêmes organisations, la PGA of America et la Ryder Cup Europe, une filiale du PGA European Tour, des participations minoritaires étant détenues par le PGA de Grande-Bretagne et d'Irlande et le PGA de l'Europe.
Les équipes sont composées de six garçons et de six filles. Le tournoi se déroule sur deux jours, et se compose de foursome, fourball et matchs de simple. Le premier jour, trois garçons et trois filles jouent les foursomes, et six mixtes en fourball. Le deuxième jour sont joués les simples, au nombre de 12, ajoutés en 2008.
Bien que la première édition ait eu lieu en 1997, une rencontre informelle a été jouée dès 1995 entre une sélection de golfeurs juniors européens, dont Sergio García âgé alors de 15 ans, et des joueurs juniors de la section de New York Central du PGA of America. Cette rencontre s'est déroulée au Cavalry Club de Manlius dans l'état de New York.
Plusieurs des juniors qui ont joué dans la compétition ont poursuivi des carrières professionnelles. Hunter Mahan et Suzann Pettersen ont joué l'édition 1999, respectivement pour les États-Unis et l'Europe. Rory McIlroy et Oliver Fisher ont fait partie de l'équipe européenne 2004, tout comme Matteo Manassero en 2008 tandis qu'Isabelle Lendl en 2006 et Emma Talley en 2008 ont joué pour les États-Unis.
L'édition de la Ryder Cup Junior 2020 prévue aux États-Unis est annulée en raison de la pandémie de Covid-19, malgré son report en 2021. Elle devait se dérouler au Blue Mound Golf & Country Club à Wauwatosa dans le Wisconsin.
| Année | Lieu                                                                                                  | Vainqueurs      | Score           | Vaincus         | Capitaines                                                    |
| ----- | --- | --------------- | --------------- | --------------- | ------------------------------------------------------------- |
| 1997  | Alcaidesa Links Golf Course San Roque, Andalousie, Espagne                                            | États-Unis      | 9 - 7           | Europe          | Mark Brazil -                                                 |
| 1999  | Country Club of New Seabury Cap Cod, Massachusetts                                                    | Europe          | 10½ - 1½        | États-Unis      | Mark Brazil Jimmy Greene Macarena Campomanes                  |
| 2002  | The K Club Straffan, Kildare, Irlande                                                                 | Europe          | 9½ - 2½         | États-Unis      | Tom Addis III Susan Addis Charlie Westrup Macarena Campomanes |
| 2004  | Westfield Group Country Club Westfield Center, Ohio                                                   | Europe          | 8½ - 3½         | États-Unis      | Will Mann Andy Ingram                                         |
| 2006  | Celtic Manor Newport, Pays de Galles                                                                  | Europe          | 6 - 6           | États-Unis      | Jack Connelly Andy Ingram                                     |
| 2008  | The Club at Olde Stone Bowling Green, Kentucky                                                        | États-Unis      | 22 - 2          | Europe          | Ken Lindsay Gary Stangl                                       |
| 2010  | Gleneagles Hotel Auchterarder, Perth and Kinross, Écosse                                              | États-Unis      | 13½ - 10½       | Europe          | M.G. Orender Gary Stangl                                      |
| 2012  | Olympia Fields Country Club Olympia Fields, Illinois                                                  | États-Unis      | 14½ - 9½        | Europe          | Roger Warren Stuart Wilson                                    |
| 2014  | Blairgowrie Golf Club Blairgowrie and Rattray, Perth and Kinross, Écosse                              | États-Unis      | 16 - 8          | Europe          | Brian Whitcomb Stuart Wilson                                  |
| 2016  | Interlachen Country Club Edina, Minnesota                                                             | États-Unis      | 15½ - 8½        | Europe          | Jim Remy Maïtena Alsuguren                                    |
| 2018  | Golf Disneyland Magny-le-Hongre, Île-de-France, France,                                               | États-Unis      | 12½ - 11½       | Europe          | Allen Wronowski Maïtena Alsuguren                             |
| 2021  | Édition annulée                                                                                       | Édition annulée | Édition annulée | Édition annulée | Édition annulée                                               |
| 2023  | Golf Nazionale et Marco Simone Golf & Country Club Sutri, Latium et Guidonia Montecelio, Rome, Italie | Europe          | 20½ - 9½        | États-Unis      | Paul Levy Stephen Gallacher                                   |

### Évènement futur
- 2025  Nassau Country Club, Glen Cove, New York

## Événements similaires dans le monde du golf
- Solheim Cup : l'équivalent féminin de la Ryder Cup, une compétition opposant les États-Unis et Europe, qui se déroule les années où la Ryder Cup n'est pas organisée (années impaires).
- Presidents Cup : autre compétition masculine par équipes, se déroulant les années impaires, sous un format similaire à la Ryder Cup et mettant face à face les États-Unis et une équipe internationale non européenne.
- Seve Trophy : autre compétition masculine par équipes, se déroulant les années impaires, sous un format similaire à la Ryder Cup et mettant face à face le Royaume-Uni et l'Irlande opposés à l'Europe continentale.
- Hero Cup : Autre compétition masculine par équipes, se déroulant les années impaires, sous un format similaire à la Ryder Cup et mettant face à face le Royaume-Uni et l'Irlande opposés à l'Europe continentale.
- Royal Trophy : autre compétition masculine par équipes, se déroulant tous les ans, sous un format similaire à la Ryder Cup et mettant face à face l'Europe opposée à l'Asie.
- EurAsia Cup : autre compétition masculine par équipes, se déroulant les années paires, sous un format similaire à la Ryder Cup et mettant face à face l'Europe opposée à l'Asie.

## Événements similaires dans d'autres sports
- Tennis : Laver Cup